# Unión Deportiva Logroñés "B"
La Unión Deportiva Logroñés Promesas es un club de fútbol español de Logroño (La Rioja), filial de la U. D. Logroñés. Fundado en 2009, volvió a competir en 2015 tras temporadas inactivo. Milita en el grupo XVI de Tercera Federación desde la temporada 2023-24.

## Historia
La U. D. Logroñés Promesas fue creado como conjunto filial de la recién fundada U. D. Logroñés en la temporada 2009-10 e inscrito en la Regional Preferente de La Rioja, logrando el ascenso a Tercera División en su primera temporada al finalizar en 3ª posición.
Tras dos temporadas donde el filial riojano finalizó en los puestos de cabeza (5º y 6º) la directiva de la U. D. Logroñés optó por retirar al equipo de la competición.
En verano de 2015 la directiva del equipo riojano dio marcha atrás a su decisión e inscribió de nuevo a su conjunto filial en Preferente, donde volvió a lograr el ascenso en su primera temporada al finalizar como subcampeón a un solo punto del campeón, el C. F. Rápid de Murillo.
En su regreso a la Tercera División la U. D. Logroñés Promesas se consolidó como un equipo de la zona media-alta y ha servido como trampolín al primer equipo de jugadores como Carlos Bobadilla o Juan Iglesias.
El 30 de mayo de 2021 consigue el ascenso a Segunda División RFEF tras finalizar la liga en tercera posición, eliminar al C. D. Anguiano en las semifinales de la promoción de ascenso y ganar al C. D. Alfaro en la final gracias a un gol en el minuto 123 de la prórroga.
En su primer año en Segunda RFEF el club consiguió la permanencia en la última jornada. Sin embargo, el segundo año acabó descendiendo a Tercera Federación tras finalizar en el puesto 16.º.
En su vuelta al grupo XVI de Tercera Federación, el equipo consiguió el título, pero no pudo ascender, debido a que su equipo principal no consiguió el ascenso y tenía plaza en Segunda Federación.

## Uniforme
- Uniforme titular: Camiseta blanquirroja, pantalón negro y medias negras.
- Uniforme alternativo: Camiseta azul, pantalón blanco y medias blancas.

## Estadio
La U. D. Logroñés Promesas juega sus partidos en el Estadio Mundial 82 de Logroño, con capacidad para 3.500 personas.

## Datos del club
- Temporadas en Primera División: 0
- Temporadas en Segunda División: 0
- Temporadas en Primera Federación: 0
- Temporadas en Segunda Federación: 2
- Temporadas en Tercera Federación / Tercera División: 10
- Mejor puesto en la liga: 12.º en Segunda RFEF (2021-22)

## Palmarés
| Competición nacional     | Títulos            | Subcampeonatos     |
| ------------------------ | ------------------ | ------------------ |
| Tercera Federación (1/0) | 2023-24 (Gr. XVI). | 2024-25 (Gr. XVI). |

| Competición regional              | Títulos | Subcampeonatos |
| --------------------------------- | ------- | -------------- |
| Regional Preferente Riojana (0/1) |         | 2015-16.       |

## Trayectoria

### Histórico de temporadas
| Temporada | Nivel | División            | Puesto |
| --------- | ----- | ------------------- | ------ |
| 2009-10   | 5.º   | Regional Preferente | 3.º    |
| 2010-11   | 4.º   | 3.ª (Grupo XVI)     | 5.º    |
| 2011-12   | 4.º   | 3.ª (Grupo XVI)     | 6.º    |
| 2012-2015 | —     | Inactivo            | —      |
| 2015-16   | 5.º   | Regional Preferente | 2.º    |
| 2016-17   | 4.º   | 3.ª (Grupo XVI)     | 8.º    |
| 2017-18   | 4.º   | 3.ª (Grupo XVI)     | 8.º    |
| 2018-19   | 4.º   | 3.ª (Grupo XVI)     | 4.°    |

| Temporada | Nivel | División             | Puesto |
| --------- | ----- | -------------------- | ------ |
| 2019-20   | 4.º   | 3.ª (Grupo XVI)      | 5.°    |
| 2020-21   | 4.º   | 3.ª (Grupo XVI)      | 4.°    |
| 2021-22   | 4.º   | 2.ª Fed. (Grupo II)  | 12.º   |
| 2022-23   | 4.º   | 2.ª Fed. (Grupo II)  | 16.º   |
| 2023-24   | 5.º   | 3.ª Fed. (Grupo XVI) | 1.º    |
| 2024-25   | 5.º   | 3.ª Fed. (Grupo XVI) | 2.º    |
| 2025-26   | 5.º   | 3.ª Fed. (Grupo XVI) |        |

```
LEYENDA

 :Ascenso de categoría

 :Descenso de categoría
```

### Participaciones en promociones de ascenso
| Temporada | Liga             | Ronda            | Rival          | Ida | Vuelta | Global |  | Ascenso |
| --------- | ---------------- | ---------------- | -------------- | --- | ------ | ------ |  | ------- |
| 2018-19   | Tercera División | Cuartos de final | C. F. La Nucía | 1-2 | 2-0    | 1-4    |  |         |
| 2020-21   | Tercera División | Semifinal        | C. D. Anguiano | 1-0 | 1-0    | 1-0    |  |         |
| 2020-21   | Tercera División | Final            | C. D. Alfaro   | 1-2 | 1-2    | 1-2    |  |         |